# Hybridella globosa
Hybridella globosa là một loài thực vật có hoa trong họ Cúc. Loài này được (Ortega) Cass. mô tả khoa học đầu tiên.